# Macromitrium stellulatum
Macromitrium stellulatum là một loài Rêu trong họ Orthotrichaceae. Loài này được (Hornsch.) Brid. mô tả khoa học đầu tiên năm 1826.